# 에스토니아어화
에스토니아어화(Estonianisation)는 에스토니아어가 아닌 언어로 된 한 사람의 이름을 에스토니아어로 바꾸는 것을 의미한다. 그 외에도 교육 기관과 같은 여러 국가 기관에서 에스토니아어, 또는 문화와 정체성의 변화에 관련된 맥락에서도 본 단어가 사용되었다.

## 성씨
에스토니아가 독립국이 되는 해인 1918년이 되기 전, 에스토니아의 민족 인구 절반은 에스토니아가 아닌 외국어(주로 독일어)와 "외국어처럼 들리는" 성씨를 사용하였다.
1920년대와 1930년대 당시 정부는 전국적인 규모로 "성씨 에스토니아어화 캠페인"을 홍보하였다. 해당 캠페인이 지속되던 시기에는 약 200,000명의 에스토니아의 주민들이 자신의 원래 성씨를 대체하는 새로운 성씨를 선택하였다. 몇몇 사람들은 자신의 이름(first name)을 에스토니아어화하기도 하였다. 이름의 에스토니아화는 1940년 소련이 침공하여 점령한 뒤로는 중단되었다.

### 에스토니아어화된 이름 목록
- 파울 베르그 (Paul Berg) → 파울 아리스테 (Paul Ariste)
- 카를 아우구스트 에인분드 (Karl August Einbund) → 카렐 엔팔루 (Kaarel Eenpalu)
- 에르하르드-볼데마르 에스페르크 (Erhard-Voldemar Esperk) → 안츠 에스콜라 (Ants Eskola)
- 한스 라이프만 (Hans Laipman) → 안츠 라이크마 (Ants Laikmaa)
- 프리에데베르트 미켈손 (Friedebert Mihkelson) → 프리에데베르트 투글라스 (Friedebert Tuglas)
- 크리스티안 트로스만 (Kristjan Trossmann) → 크리스티안 팔루살루 (Kristjan Palusalu)

## 같이 보기
- 에스토니아어